# 成亮 (順治進士)
成亮，字寅天，號伾嵐，直隸大名人。清初政治人物。
成亮祖父成基命為明末大學士。父成克鞏仕清，亦官至大學士。成亮於順治六年（1649年）中式己丑科二甲進士，選庶吉士，散館授編修，官至侍講學士。